# José Moura Gonçalves
José Moura Gonçalves (Belo Horizonte, 5 de janeiro de 1914 – São Paulo, 18 de outubro de 1996) foi um médico, bioquímico, pesquisador e professor universitário brasileiro.
Grande oficial da Ordem Nacional do Mérito Científico e membro da Academia Brasileira de Ciências, Gonçalves foi um dos pioneiros na área da bioquímica no Brasil. É conhecido por ter isolado a proteína tóxica do veneno das cascavéis, que contribuiu para a compreensão da constituição química dos venenos de serpentes e para o estudo dos efeitos desses componentes.

## Biografia
Gonçalves nasceu em Belo Horizonte, em 1914. Era filho de José Augusto Gonçalves e de Argentina Moura Gonçalves. Cursou medicina na atual Faculdade de Medicina da Universidade Federal de Minas Gerais. Em 1940, concorrendo para a cadeira de química fisiológica, a cadeira de seu professor José Baeta Vianna, Gonçalves recebeu o título de doutor em medicina.

## Carreira
A convite do professor Carlos Chagas Filho, Gonçalves ingressou no Instituto de Biofísica da atual Universidade Federal do Rio de Janeiro, como assistente da cadeira de física biológica. Neste laboratório ele se associou com René e Sabine Filliti-Wurmser, cientistas franceses na área de biofísica e química biológica e refugiados de guerra. Em 1945, foi aceito no Laboratório de Físico-Química da Universidade de Wisconsin-Madison como bolsista da Fundação Rockefeller.
Como pesquisador associado, ele descobriu e isolou uma neurotoxina específicas das cascáveis do sul do Brasil e do norte da Argentina. Após caracterizar química e fisiologicamente a toxina, ele a nomeou de crotamina. Esta descoberta foi um marco que revelou a biodiversidade de venenos de serpentes e teve importantes implicações para a preparação de soros antiofídicos.
Ainda como associado da Fundação Rockefeller, ele trabalhou no National Cancer Institute no laboratório de Jesse P. Greenstein, discípulo de Max Bergman, onde participou do estudo de uma nova classe de proteases (desidropeptidases) e sintetizou substratos específicos para sua caracterização. Este estudo foi publicado no Journal of Biological Chemistry em 1947, tendo Gonçalves como primeiro autor.

## Retorno ao Brasil
Ao regressar ao Instituto de Biofísica em 1948, Gonçalves organizou a seção de Físico-Química, onde estabeleceu novos métodos de isolamento e caracterização de proteínas por eletroforese livre e cromatografia, entre outros. Voltou a trabalhar no isolamento e caracterização de toxinas e enzimas do veneno de animais brasileiros. Visitou a Universidade de Uppsala, onde trabalhou com Arne Tiselius, a Universidade de Copenhague, onde trabalhou com Linderstrom Lang e, através do British Council, as universidades inglesas de Sheffield, Londres, Oxford e Cambridge.
Em 1952, por recomendação de Leal Prado, Gonçalves foi contratado por Zeferino Vaz para dirigir o Departamento de Bioquímica da recém-fundada Faculdade de Medicina de Ribeirão Preto da Universidade de São Paulo, cujo objetivo era inovar o ensino médico, proporcionando formação científica aos futuros médicos. Por isso, Vaz escolheu professores de alta competência e experiência comprovada tanto no Brasil quanto no exterior. Gonçalves fez do seu Departamento de Bioquímica uma referência para todos os outros.
Foi eleito e reeleito diretor da FMRP por sete anos consecutivos durante os tempos difíceis do regime militar quando não permitiu que a Faculdade fosse controlada pelo autoritarismo civil ou militar, fazendo o que podia para evitar a deterioração do ambiente universitário. Desempenhou papel importante na reestruturação da Sociedade Brasileira de Bioquímica, da qual foi o primeiro presidente em sua nova fase.
Após se aposentar da Universidade de São Paulo, Gonçalves tornou-se Diretor de Radiobiologia do Instituto de Pesquisas Energéticas e Nucleares (IPEN) no campus da capital. Aos 71 anos, parou de trabalhar para dedicar-se à família.

## Morte
José Moura Gonçalves morreu em 18 de outubro de 1996, na capital paulista, aos 82 anos.